# Олешкевич, Фёдор Васильевич
Фёдор Васильевич Олешкевич (бел. Фёдар Васільевіч Аляшкевіч; 1936—2008) — советский и белорусский учёный в области нейрохирургии, доктор медицинских наук (1973), профессор (1980), академик АН Белоруссии (2000; член-корреспондент с 1996). Заслуженный деятель науки Республики Беларусь (1997).

## Биография
Родился 5 мая 1936 года в деревне Болотце, Новогрудского района, Гродненской области.
С 1954 по 1959 год обучался в Минском медицинском институте, который окончил с отличием. С 1962 по 1965 год обучался в аспирантуре Витебского медицинского института, ученик профессора Э. И. Злотника.
С 1959 года на клинической работе в Суботницкой участковой больнице в качестве  заведующего хирургическим отделением, и в Ивьевской районной больнице Гродненской области в качестве заместителя главного врача. С 1965 по 1974 год на научно-исследовательской работе в НИИ неврологии, нейрохирургии и физиотерапии АН Белорусской ССР в качестве старшего научного сотрудника.
С 1974 по 2008 год на научно-педагогической работе в Белорусском государственном медицинском университете в качестве доцента, профессора и заведующего курсом нейрохирургии кафедры хирургических болезней, с 1989 по 2007 год — заведующий кафедрой нервных и нейрохирургических болезней, с 2007 по 2008 год — профессор этой кафедры. Одновременно с научной и педагогической работой с 1980 по 2000 год являлся — главным нейрохирургом Министерства здравоохранения Белорусской ССР — Республики Беларусь и с 1982 по 1999 год являлся научным руководителем  Центра по хирургическому лечению эпилепсии Республики Беларусь и являлся куратором клинической работы клиники нейрохирургии и клиники неврологии Минской городской клинической больницы. С 2000 по 2004 год одновременно занимался общественно-политической работой в качестве члена Совета Республики Национального собрания Республики Беларусь.

### Научно-педагогическая деятельность и вклад в науку
Основная научно-педагогическая деятельность Ф. В. Олешкевич была связана с вопросами в области нейрохирургии, занимался исследованиями в области болевых синдромов и эпилепсии, опухолей головного мозга и черепно-мозговых травм, сосудистых заболеваний головного мозга. Под его руководством была выполнена новая микронейрохирургическая методика лечения артериального спазма мозговых сосудов. Ф. В. Олешкевич являлся — членом Правления Всесоюзного общества нейрохирургов и заместителем председателя Правления белорусского научного общества неврологов, членом редакционной коллегии научных журналов: «Вопросы нейрохирургии имени академика Н. Н. Бурденко», «Детская неврология и нейрохирургия» и «Здравоохранение Белоруссии». Являлся — действительным членом Европейской академии неврологии (с 1997) и Международной ассоциации академии наук (с 2003).
В 1965 году защитил кандидатскую диссертацию по теме: «Клиника и диагностика супратенториальных артериовенозных аневризм сосудов головного мозга», в 1973 году защитил докторскую диссертацию на соискание учёной степени доктор медицинских наук по теме: «Хирургическое лечение внутричерепных мешотчатых аневризм (анализ результатов, артериальный спазм, микрохирургия)». В 1980 году ВАК СССР ему было присвоено учёное звание профессор. В 1994 году он был избран член-корреспондентом, а в 1996 году — действительным членом АН Белоруссии. Ф. В. Олешкевичем было написано более трёхсот научных работ в том числе восьми монографий и шести свидетельств на изобретения. Под его руководством было подготовлено пять кандидатов и два доктора наук.

## Основные труды
- Клиника и диагностика супратенториальных артериовенозных аневризм сосудов головного мозга / Витеб. гос. мед. ин-т. - Минск: 1965. - 18 с.
- Хирургическое лечение внутричерепных мешотчатых аневризм (анализ результатов, артериальный спазм, микрохирургия) / АМН СССР. Науч.-исслед. ин-т нейрохирургии им. Н. Н. Бурденко. - Москва: 1973. - 24 с.
- Клинические аспекты современной проблемы функциональной асимметрии мозга : (Тез. докл. совещания-семинара), 31 мая - 1 июня 1989 г. / Редкол.: Ф. В. Олешкевич (отв. ред.) и др. - Минск : МГМИ, 1989. - 76 с.
- Травмы головы и шеи : Справ. для врачей / Ф. В. Олешкевич, А. Ф. Олешкевич, И. М. Король и др.; Сост. Г. А. Шершень. - Минск : Беларусь, 1999. - 294 с.  ISBN 985-01-0120-2[8]

## Награды и звания
- Заслуженный деятель науки Республики Беларусь (1997)[3][4][5].
- Имя Ф. В. Олешкевича занесено в Книгу Славы Новогрудского района (2009, посмертно)[9].